# Assedio di Monselice
L'Assedio o Sacco di Monselice è un episodio bellico avvenuto alle porte dell'omonima cittadina al termine della guerra della Lega di Cambrai dopo la sconfitta veneziana nella battaglia di Agnadello ad opera dei francesi guidati dal duca di Termini dopo alterne vicende di assedio conquista e mancata difesa della Rocca che domina la città.

## Descrizione
Il 10 dicembre 1508 la diplomazia europea sancì la nascita di una lega politico-militare contro Venezia: la lega di Cambrai che comprendeva le maggiori potenze continentali: Francia, Spagna, Impero asburgico, Stato della Chiesa, con Papa Giulio II. Il 15 aprile Giulio II scomunica i Veneziani, il Doge Leonardo Loredan e i potenziali alleati. Con la battaglia di Agnadello del 14 maggio gli eserciti della Lega s'impadroniscono dei principali centri della pianura veneta. Per Monselice i guai arrivano con Alfonso di Ferrara che nel maggio 1509 attacca la città su cui vantava diritti coi d'Este e i Montagnana. Alfonso colpendo incessantemente le mura con le artiglierie, e disponendo di forze preponderanti rispetto a quelle assediate, riesce a costringerle ad asserragliarsi nella Rocca da anni lasciata in stato di abbandono.
Gli Estensi alla fine hanno la meglio e il podestà di Monselice, Gasparo Nadal, il 6 giugno fugge e vengono alzate nella piazza le insegne dell’Impero Austriaco, di cui era alleato il marchese di Ferrara. Gli eserciti possono quindi volgersi verso Padova, che occupano pacificamente; tuttavia Venezia non si arrende e il 17 luglio Andrea Gritti Provveditore al campo riesce a recuperare la città di Padova. Gli abitanti del territorio di Monselice e Arquà si recano alla Rocca costringendo i 50 ferraresi ad arrocarsi con le artiglierie. Il 21 luglio sono costretti ad andarsene per mancanza di aiuti e i giorni successivi arriva Pietro Gradenigo, quale nuovo podestà. La difesa della Rocca viene quindi affidata a 50 uomini ai comandi di Pietro Da la Volta. Il 26 agosto sono attaccati, a nord dalle truppe tedesche guidate dall'Imperatore Massimiliano I in persona. Dal 14 ottobre alla fine di novembre Monselice fu varie volte occupata e lasciata da Estensi e/o Tedeschi fino a quando il Doge incarica Marco Marcello d'impadronirsi di Monselice. Marcello, nominato provveditore a Monselice, è obbligato da Venezia a mandare ingenti rinforzi a Padova lasciando in Rocca solo 25 fanti. Tuttavia la guarnigione viene rinforzata e riesce a raggiungere i duecento uomini tra cui operai: muratori, manovali e fabbri per ricostruire il tratto di mura presso la torre delle Donne, ricavare una strada coperta che scenda verso la porta Padova. Il provveditore chiede a Venezia l’invio di contingenti di difesa per Monselice ottenendo un rifiuto. Prima di poter immagazzinare armi, munizioni e vettovaglie giungono i nemici e alla fine di luglio il Borgo è attaccato e rapidamente preso dai francesi comandati dal duca di Termini. Monselice viene bruciata, distruggendo pure l’archivio comunale con gli Statuti e portando la peste. Proprio questo episodio del luglio 1510 ci è narrato dal Guicciardini.

## Storia d’Italia, (Libro IX capitolo IV) di Francesco Guicciardini
Avuto Ciamonte il comandamento dal re di soprasedere, voltò l’animo all’espugnazione di Monselice; e perciò, subito che furono unite con i tedeschi quattrocento lancie spagnole guidate dal duca di Termini, le quali mandate dal re cattolico in aiuto di Massimiliano avevano, secondo le consuete arti loro, camminato tardissimamente, gli eserciti, passato il fiume della Brenta e dipoi alla villa della Purla il fiume Bacchiglione, presso a cinque miglia di Padova e in Monselice; avendo in questo tempo partito molto nelle vettovaglie e ne’ saccomanni, per le correrie de’ cavalli che erano in Padova e in Monselice: da’ quali anche fu preso Sonzino Benzone da Crema condottiere del re di Francia, che con pochi cavalli andava a rivedere le scorte; il quale, perché era stato autore della ribellione di Crema, Andrea Ghitti, avendo più in considerazione l’essere suddito de’ viniziani che l’essere soldato degl’inimici, fece subito impiccare.
Sorge nella terra di Monselice, posta nella pianura, come uno monte di sasso (dal quale è dette Monselice) che si distende molto in alto; nella sommità del quale è una rocca, e per il dosso del monte, che tuttavia si ristrigne, sono tre procinti di muraglia, il più basso de’ quali abbraccia tanto spazio che a difenderlo da esercito giusto sarebbero necessari duemila fanti. Abbandono gli inimici subitamente la terra; nella quale alloggiati i franzesi piantono l’artiglieria contro al primo procinto, con la quale essendosi battuto assai e da più lati, i fanti spagnuoli e guasconi cominciorono senza ordine ad accostarsi alla muraglia, tentando di salire dentro da molte parti.
Eranvi a guardia settecento fanti; i quali, pensando fusse battaglia ordinata né essendo sufficienti per il numero a potere resistere quando fussino assaltati da più luoghi, fatta leggiera difesa cominciorono a ritirarsi, per deliberazione fatta, secondo si credé, prima tra loro: ma lo feciono tanto disordinatamente che gli inimici che erano già cominciati a entrare dentro, scaramucciando con loro e seguitandogli per la costa, entrorno seco mescolati negli altri due procinti e dipoi insino nel castello della fortezza; dove essendo ammazzata la maggiore parte di loro, gli altri, ritiratisi nella torre e volendo arrendersi salve le persone, non erano accettati da’ tedeschi: i quali dettono alla fine fuoco al mastio della torre, in modo che di settecento fanti con cinqueconestabili, e principale di tutti Martino dal Borgo a San Sepolcro di Toscana, se ne salvarono pochissimi; avendo ciascuno minore compassione della loro calamità per la viltà che avevano usata. Né si dimostrò minore la crudeltà tedesca contro agli edifici e alle mura, perché non solo, per non avere gente da guardarla, rovinorono la fortezza di Monselice ma abbruciorono la terra. Dopo il qual dì non feceno più questi eserciti cosa alcuna importante, eccetto che una correria di quattrocento lancie franzesi insino in su le porte di Padova.